# Tremont City
Tremont City – wieś w Stanach Zjednoczonych, w stanie Ohio, w hrabstwie Clark.